# 維基專題
維基專題是指维基百科编者為实现特定的编辑目标而在维基中建立的一個小組。各種語言的维基百科及其姊妹計劃维基词典、维基语录、维基数据和维基文库均存在維基專題。此外维基以外的計劃也有維基專題，例如OpenStreetMap和影片維基。2019冠状病毒病疫情期间，CBS新聞注意到英文维基百科的医学维基专题（WikiProject Medicine）在確保與疾病有關的條目的准确性方面發揮了作用。另一个引起人们注意的英文維基百科的維基專題是维基专题女科学家（WikiProject Women Scientists），《史密森尼》提到編輯通過參與該維基專題，使得英文维基百科上的女科学家條目數量从大约1,600個增加到5,000多個。

## 维基專題以及條目的重要性和質量评估
每個維基專題都有一個特定的主題。英文维基百科的维基專題的页面位于名为「Wikipedia」 的中，也有部分维基媒体計劃（如中文维基百科）设立了「WikiProject」命名空间专门用于放置维基专题页面。截至2021年，英语维基百科有2000多个维基專題，這些维基專題活跃程度不一。
2007年，英文维基百科引入了條目質量评估标准。英文维基百科的條目由維基專題评分。最低的條目質量等级為小作品（stub），然后依次為初級條目（start）、丙級條目（C）、乙級條目（B）、優良條目（good article，GA）、甲級條目（A）。最高等级為典範條目（featured article，FA）。條目必須经过評選才能成為優良條目或更高等級的條目。每天會有一篇典範條目榮登英文维基百科的首頁。
維基專題還能評判條目的重要性，條目可分為極高（top）、高（high）、中（mid）、低（low）、極低、無、不適用、未知等重要性等級。